# (3314) Beals
(3314) Beals es un asteroide perteneciente al cinturón de asteroides descubierto el 30 de marzo de 1981 por Edward L. G. Bowell desde la Estación Anderson Mesa, en Flagstaff, Estados Unidos.

## Designación y nombre
Beals se designó al principio como 1981 FH.
Más adelante, en 1987, a propuesta del descubridor según una sugerencia de Peter Millman, fue nombrado en honor del astrónomo canadiense Carlyle Smith Beals (1899-1979).

## Características orbitales
Beals está situado a una distancia media de 2,218 ua del Sol, pudiendo alejarse hasta 2,318 ua y acercarse hasta 2,118 ua. Su inclinación orbital es 7,41 grados y la excentricidad 0,04522. Emplea 1207 días en completar una órbita alrededor del Sol.

## Características físicas
La magnitud absoluta de Beals es 12,8. Está asignado al tipo espectral S de la clasificación SMASSII.